# Haszidizmus

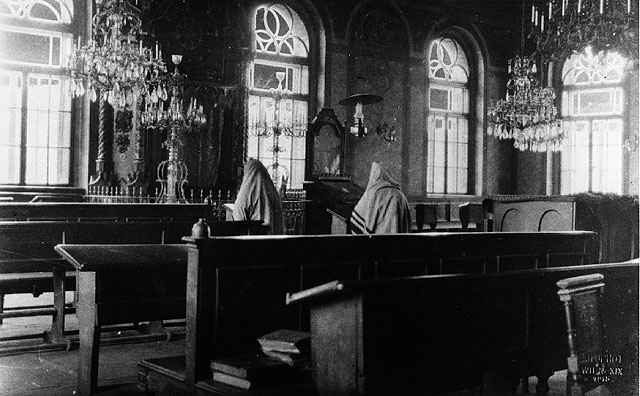
Haszid zsinagóga

A haszidizmus vagy haszid judaizmus egy vallási mozgalom a judaizmuson (zsidó valláson) belül, amely a 18. században jött létre spirituális újjászületésként a lengyelországi zsidók körében, majd gyorsan elterjedt Kelet-Európában. Manapság a mozgalomhoz kötődők többsége Izraelben és az Egyesült Államokban él.

## Etimológia
Maga a haszid elnevezés a heszed (jámborság, kegyelem, hű szeretet) héber rokon szavából származik. 
Nem teljesen megfelelő „jámbor”-nak fordítani a szót, mert i. e. 167-ben a makkabeus szabadságharc harcosai is haszidoknak nevezték magukat. Elfogadhatóbb fordítás a „hű” szó.

## Tanításai
Jiszráél ben Eliezer Baál Sém Tóv (1698-1760) rabbi, a haszidizmus megalapítója, Medzsibozs-ban (Miedzyboz, ma Ukrajna) telepedett le. Ő volt az akinek tanításai alapján összefoglalták négy alapeszméjüket, melyek a következők:
1. Isten előtt nem a tudás, nem a törvények szigorú betartása a fontos, hanem az odaadó szeretet, a jóakarat és a lélek tisztasága. A vallásos életmód, a sok rituális előírás és a számos jó cselekedet lényege ugyanis az Istenszeretet, a felebaráti segítségnyújtás és az értelmes életvitel, egyszóval az emberszeretet.
2. Nem önmegtartóztatással, nem szomorúsággal, hanem őszinte örömmel, tánccal-dallal kell szolgálni az Urat.
3. A dvekut – vagyis a Teremtőhöz való ragaszkodás fontossága. Ez a feltétel és kérdés nélküli Isten felé irányuló teljes szeretet és hűség.
4. A zsidó ember nemcsak a Tóra 613 kifejezett parancsolatának teljesítésével szolgálja az Urat, hanem minden hétköznapi cselekedetével is – azzal is, ha eszik, azzal is, ahogyan jár.

## Hagyományok
A lengyelországi haszidokra a 18-19. században viseletük alapján könnyen rá lehetett ismerni. Sötét selyemkaftánt, prémkalapot, lábukon fehér harisnyát, fekete lakkcipőt hordtak, valamint hosszú pajeszt és szakállt viseltek. A megházasodott nők kopaszra borotválják fejüket, és parókát illetve kendőt viselnek. Jellemző a térd alatt végződő szoknya, harisnyával. A gyermekekkel is gyakran hordatnak fekete-fehér ruhákat.

## A mozgalom Magyarországon

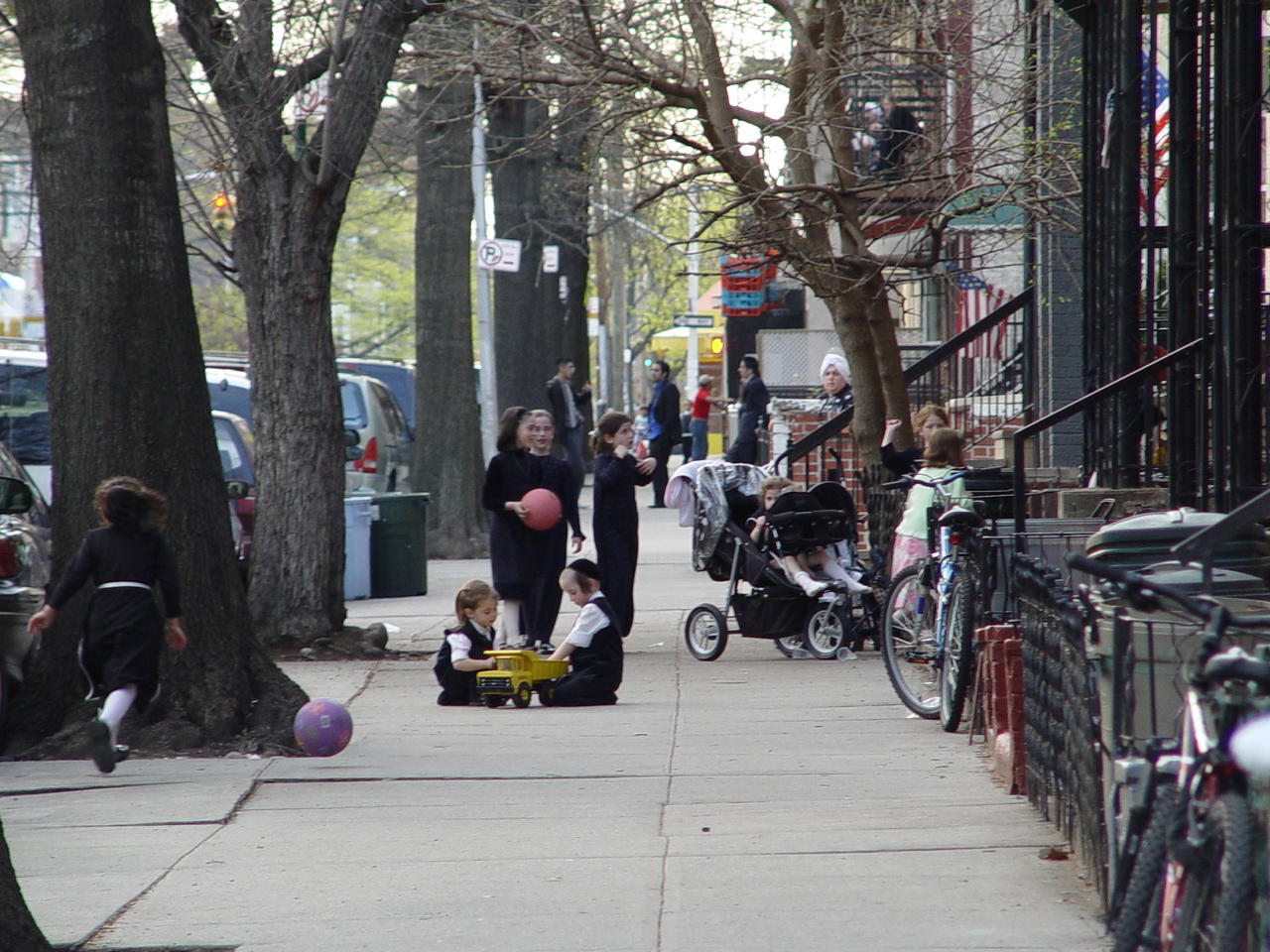
Fiatalok és nők

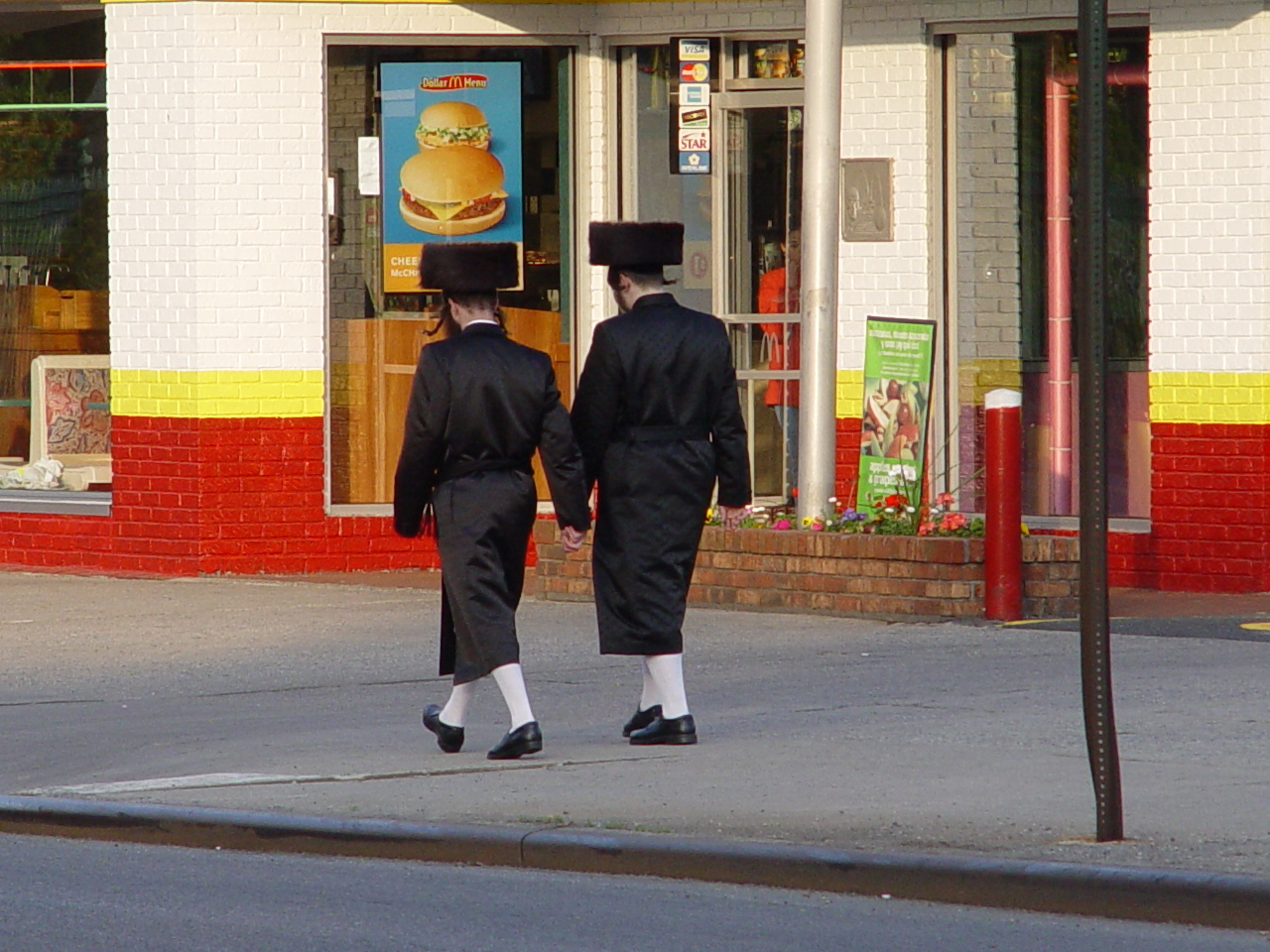
Tradicionális, hétköznapi viselet

A haszidizmus Magyarországon a magyar zsidóság 1868-as ortodox és neológ irányzatra való szétválását követően, az ortodoxiához állt közelebb.
Vallási életük középpontjában a rebbe, a cadik, a csodarabbi áll, akihez százával zarándokolnak a hívek, hogy lelki bajaikra gyógyírt, anyagi gondjaikra bölcs tanácsokat kapjanak. A rebbék nemcsak vallási kérdésekben, de a mindennapi élet perpatvaraiban is döntőbírók.
A magyarországi haszid közösségek 1938-ig jellemzően Kárpátalján, a Tisza mentén és Zemplénben éltek.
Manapság Izraelben és New Yorkban (Borough Park, Brooklyn) élnek a legnagyobb számban, Magyarországon a rendszerváltást követően újra növekedésnek indult a haszid mozgalom.[forrás?] A 21. században több imaházuk van. 2010-ben avatták fel óbudai zsinagógájukat, amely az azt megelőző évtizedekben a Magyar Televízió egyik stúdiójaként működött.